# Contea di Kendall (Texas)
La contea di Kendall in inglese Kendall County è una contea dello Stato del Texas, negli Stati Uniti. La popolazione al censimento del 2010 era di 33 410 abitanti. Il capoluogo di contea è Boerne. Il suo nome deriva da George Wilkins Kendall, giornalista e allevatore di pecore.

## Geografia fisica
| Anno | Popolazione | ±%    |
| ---- | ----------- | ----- |
| 1870 | 1,536       |       |
| 1880 | 2,763       | 79.9% |
| 1890 | 3,826       | 38.5% |
| 1900 | 4,103       | 7.2%  |
| 1910 | 4,517       | 10.1% |
| 1920 | 4,779       | 5.8%  |
| 1930 | 4,970       | 4.0%  |
| 1940 | 5,080       | 2.2%  |
| 1950 | 5,423       | 6.8%  |
| 1960 | 5,889       | 8.6%  |
| 1970 | 6,964       | 18.3% |
| 1980 | 10,635      | 52.7% |
| 1990 | 14,589      | 37.2% |
| 2000 | 23,743      | 62.7% |
| 2010 | 33,410      | 40.7% |

Secondo l'Ufficio del censimento degli Stati Uniti d'America la contea ha un'area totale di 663 miglia quadrate (1720 km²), di cui 662 miglia quadrate (1719 km²) sono terra, mentre 0,6 miglia quadrate (1,6 km², corrispondenti allo 0,09% del territorio) sono costituiti dall'acqua.

### Strade principali
- Interstate 10
- U.S. Highway 87 (Old Spanish Trail)
- U.S. Highway 87 Business (Old Spanish Trail)
- State Highway 27 (Old Spanish Trail)
- State Highway 46
- Farm to Market Road 289 (Old Spanish Trail)
- Farm to Market Road 1621
- Farm to Market Road 3351
- Ranch to Market Road 473
- Ranch to Market Road 474
- Ranch to Market Road 1376
- Ranch to Market Road 3160

### Contee adiacenti
- Gillespie County (nord)
- Blanco County (nord-est)
- Comal County (sud-est)
- Bexar County (sud)
- Bandera County (sud-ovest)
- Kerr County (ovest)

### Torrenti, fiumi, laghi, cavità
- Guadalupe River
- Boerne Lake
- Browns Creek
- Block Creek
- Spring Creek
- Flat Rock Creek
- West Sister Creek
- East Sister Creek
- Sister Creek
- Wemer Creek
- Jacobs Creek
- Curry Creek
- First Coffee Hollow
- Dry Creek
- Sheps Creek
- Ralls Creek
- Ross Creek
- Black Creek
- Pleasant Valley Creek
- Polecat Spring Creek
- Joshua Creek
- Zinke Creek
- Holliday Creek
- Lake Oz
- Postroak Creek
- Deep Hollow Creek
- Menger Creek
- Kww Ranch Lake
- Masters Lake
- Smith Investment Company Lake number 1
- 711 Ranch Lake
- Goss Creek

### Grotte
- Cave Without a Name
- Spring Creek Cave
- Prassell Ranch Cave
- Three Whirlpool Cave
- Cascade Caverns
- Pfeiffer's Water Cave
- Alzafar Water Cave
- Reed Cave

### Parchi
- Old Tunnel State Park
- Guadalupe River State Park

#### Vecchi parchi
- Boerne-Hallie Maude Neff State Park

#### Futuri parchi
- Albert & Bessie Kronkosky State Natural Area